# Half Moon Street (roman)
 (octobre 2016).
Si vous disposez d'ouvrages ou d'articles de référence ou si vous connaissez des sites web de qualité traitant du thème abordé ici, merci de compléter l'article en donnant les références utiles à sa vérifiabilité et en les liant à la section « Notes et références ».
Half Moon Street est un roman policier historique d'Anne Perry, paru en 2000. Il s'agit de la vingtième enquête du commissaire Thomas Pitt.
Le roman est traduit en français par Anne-Marie Carrière en 2006. 

## Résumé
À la fin du XIXe siècle, un homme est retrouvé assassiné sur une barque dérivant sur la Tamise. Il a été assommé avant d’être enchaîné sur une barque, revêtu d’une robe, parodie macabre d’un tableau célèbre. Le commissaire Pitt est chargé de l'enquête et la première chose à faire est d’identifier le corps.   
Un temps, il pense qu’il pourrait s’agir d’un diplomate de l’ambassade de France à Londres qui a été porté disparu par un de ses collègues. Un responsable de l’ambassade est pourtant catégorique, ce n’est pas lui, même si l’homme lui ressemble. Le commissaire se demande si l’ambassade ne refuse pas de le reconnaître par peur du scandale. Il fait donc enquêter sur le diplomate pour essayer de le retrouver mais n’y parvient pas. Or, quelques jours plus tard, il reçoit une lettre de sa femme. Elle est partie visiter Paris et elle lui apprend que là-bas, un homme accusé de meurtre s’est vu innocenté par le témoignage de ce diplomate qui a fini par se faire connaître et témoigner pour son ami. Personne d’autre ne voulait se mouiller, car l’alibi du suspect était d’avoir fréquenté un cabaret louche.   
Lorsqu’une femme de ménage vient pour signaler la disparition de son patron, le commissaire parvient à identifier le cadavre : il s’agit d’un photographe célèbre. Il visite alors sa maison pour découvrir que c’est là qu’il a été tué. L’homme photographiait des personnages célèbres de l’aristocratie, mais cela n’explique pas son train de vie, car à cette époque, le matériel de photographie est très onéreux.   
Le commissaire découvre que le photographe disparu exerçait une autre activité : prendre des images osées, ou carrément pornographiques, ce qui en cette fin de XIXe siècle est vendu relativement cher.  Thomas Pitt découvre ainsi qu’une célèbre comédienne a posé pour une photographie dans une barque, enchaîné, comme le cadavre. Il se rend chez elle pour l’interroger et elle explique que, bien que l’image puisse être suggestive (même si de nos jours on ne parlerait pas de pornographie, car tout est suggéré, rien n’est montré), elle vise dans son esprit à faire réfléchir sur la condition des femmes, enchaînées à leur condition d'épouses entièrement dépendantes de leur mari.  
Le commissaire découvre alors que son fils de 30 ans a vu cette ancienne photo et qu’il a entrepris d’identifier le photographe : c’est lui qui l’a assommé. Néanmoins, il ne l’a pas tué, c’est un autre comédien qui l’a enchaîné à la barque et ainsi causé sa mort. Il l’a fait puisque le photographe le faisait chanter depuis des années avec des photos compromettantes (c’est ainsi que le photographe pouvait maintenir son train de vie). En outre, c’est le père du jeune homme, bien que ce dernier ne le sache pas. Il ne voulait donc pas que son fils soit accusé d’avoir agressé sauvagement le photographe.  
En parallèle de cette histoire, on en apprend un peu plus sur la famille du commissaire et sur les mœurs du XIXe siècle dans la haute société londonienne.  
Pitt a épousé une jeune femme de l’aristocratie. Après son mariage, et la mort de son beau-père, sa belle-mère a épousé un comédien célèbre, bien plus jeune qu’elle. C’est ainsi qu’il a pu mener son enquête dans le milieu du théâtre. La grand-mère de sa femme est veuve depuis des années et, pendant cette enquête, elle vit chez sa belle-fille où un cousin d’Amérique fait son apparition. Elle a tout fait pour l’éloigner, car c’est le fils de la première femme de son mari. Elle ne voulait surtout pas que l’homme révèle pourquoi sa mère était partie en Amérique en abandonnant son mari : à l’époque, cela ne se faisait pas. Le mari aurait même pu faire appel à la police pour l’empêcher de quitter l’Angleterre avec son fils !  
Si elle est partie, c’est que l’homme, bien que lord, avait des pratiques sexuelles immondes, qui le poussait à faire souffrir sa femme pour en tirer du plaisir. Or, à cette époque, non seulement une femme ne peut quitter son mari (seul l’homme a le droit de demander le divorce), mais en plus, elle est à la merci de son mari : les bonnes mœurs ne permettent pas qu’elle parle à qui que ce soit de son calvaire. C’est ce qu’a vécu la grand-mère de la femme du commissaire qui, même 30 ans après la mort de son mari, a tout fait pour que l’on ne sache rien.  
Enfin, le système de censure en vigueur à l’époque victorienne est expliqué : toutes les pièces de théâtre devaient être autorisées par un représentant de la couronne, cela pour protéger les bonnes mœurs, ce contre quoi luttaient vigoureusement certains acteurs.